# تضييق الشراع

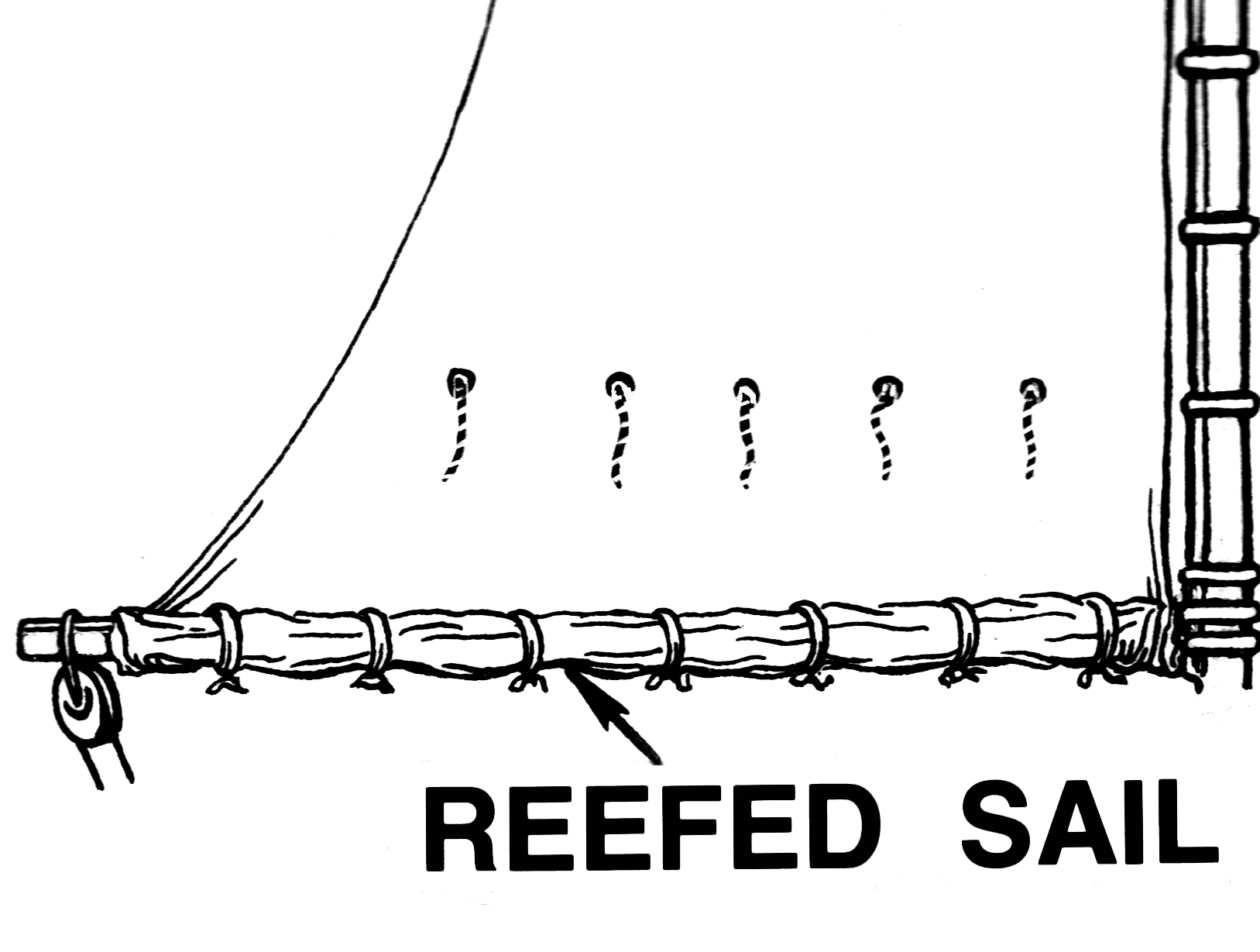
الشراع مثني أو مُضيق

تضييق الشراع أو ثنيه يُقلل من سطح الشراع عن طريق ثني أو لف إحدى حواف القماش وربط الجزء غير المستخدم بصاري أو قائمة وذلك للحفاظ على استقرار السفينة الشراعية في الرياح القوية. يُطلق على استعادة منطقة الشراع الكاملة تحرير ثنية الشراع.